# Shorea peltata
Shorea peltata (tiếng Anh thường gọi là Yellow Meranti) là một loài thực vật thuộc họ Dipterocarpaceae. Loài này có ở Indonesia và Malaysia.